# Ricardo Ávila
Ricardo Guardia Ávila (Panama, 4 febbraio 1997) è un calciatore panamense, centrocampista del Chorrillo e della nazionale panamense.

## Carriera

### Club
Nato a Panama nel 1997, inizia a giocare a calcio nel Chorrillo. Debutta in massima serie il 17 gennaio 2015, a 18 anni non ancora compiuti, giocando titolare nell'1-1 sul campo dell'Indep. La Chorrera alla prima giornata.
Segna il suo primo gol la stagione successiva, realizzando il 2-0 su rigore al 75' nel successo interno per 2-1 sul Chepo del 17 agosto, 5º turno di campionato.
Ad agosto 2016 va via da Panama dopo 38 presenze e 5 reti con il Chorrillo, trasferendosi in prestito in Slovenia, al Koper di Capodistria.
Dopo 4 mesi senza nessuna presenza ritorna al Chorrillo, con cui fa il secondo esordio il 29 gennaio 2017, 3º turno di campionato, quando entra al 65' della sconfitta per 2-1 in trasferta contro il Santa Gema.
Nell'estate 2017 torna all'estero, passando a titolo definitivo ai belgi del Gent.

### Nazionale
Il 10 agosto 2016 debutta in nazionale maggiore nell'amichevole giocata a Panama contro il Guatemala e finita 0-0, nella quale parte titolare e viene sostituito all'intervallo.
Nel 2017 partecipa con la Nazionale Under-20 al Nordamericano U-20 in Nicaragua, giocando tutte e 5 le gare dei Panamensi che passano la prima fase a gironi, ma non la seconda. Ávila mette a segno anche 4 reti, 2 doppiette nella prima fase a gironi.
Nel 2018 viene inserito dal CT Hernán Darío Gómez nella lista dei 35 pre-convocati per il Mondiale in Russia, ma non viene confermato nella lista dei 23, salvo poi rientrarvi per sostituire l'infortunato Alberto Quintero Medina.

## Statistiche

### Presenze nei club
Statistiche aggiornate al 29 gennaio 2017.
| Stagione         | Squadra          | Campionato       | Campionato | Campionato | Coppe nazionali | Coppe nazionali | Coppe nazionali | Coppe continentali | Coppe continentali | Coppe continentali | Altre coppe | Altre coppe | Altre coppe | Totale | Totale | Totale |
| Stagione         | Squadra          | Comp             | Pres       | Reti       | Comp            | Pres            | Reti            | Comp               | Pres               | Reti               | Comp        | Pres        | Reti        | Pres   | Reti   |        |
| ---------------- | ---------------- | ---------------- | ---------- | ---------- | --------------- | --------------- | --------------- | ------------------ | ------------------ | ------------------ | ----------- | ----------- | ----------- | ------ | ------ | ------ |
| 2014-2015        | Chorrillo        | ANPF             | 6          | 0          | CP              | 0               | 0               | -                  | -                  | -                  | -           | -           | -           | 6      | 0      |        |
| 2015-2016        | Chorrillo        | ANPF             | 28         | 4          | CP              | 0               | 0               | -                  | -                  | -                  | -           | -           | -           | 28     | 4      |        |
| 2016             | Chorrillo        | ANPF             | 4          | 1          | CP              | 0               | 0               | -                  | -                  | -                  | -           | -           | -           | 4      | 1      |        |
| 2016             | Koper            | 1. SNL           | 0          | 0          | PNZS            | 0               | 0               | -                  | -                  | -                  | -           | -           | -           | 0      | 0      |        |
| 2017             | Chorrillo        | ANPF             | 1          | 0          | CP              | 0               | 0               | -                  | -                  | -                  | -           | -           | -           | 1      | 0      |        |
| Totale Chorrillo | Totale Chorrillo | Totale Chorrillo | 39         | 5          | -               | 0               | 0               | -                  | -                  | -                  | -           | -           | -           | 39     | 5      |        |
| Totale carriera  | Totale carriera  | Totale carriera  | 39         | 5          | -               | 0               | 0               | -                  | -                  | -                  | -           | -           | -           | 39     | 5      |        |

### Cronologia presenze e reti in nazionale
| Cronologia completa delle presenze e delle reti in nazionale ― Panama | Cronologia completa delle presenze e delle reti in nazionale ― Panama | Cronologia completa delle presenze e delle reti in nazionale ― Panama | Cronologia completa delle presenze e delle reti in nazionale ― Panama | Cronologia completa delle presenze e delle reti in nazionale ― Panama | Cronologia completa delle presenze e delle reti in nazionale ― Panama | Cronologia completa delle presenze e delle reti in nazionale ― Panama | Cronologia completa delle presenze e delle reti in nazionale ― Panama |
| Data                                                                  | Città                                                                 | In casa                                                               | Risultato                                                             | Ospiti                                                                | Competizione                                                          | Reti                                                                  | Note                                                                  |
| --------------------------------------------------------------------- | --------------------------------------------------------------------- | --------------------------------------------------------------------- | --------------------------------------------------------------------- | --------------------------------------------------------------------- | --------------------------------------------------------------------- | --------------------------------------------------------------------- | --------------------------------------------------------------------- |
| 10-8-2016                                                             | Panama                                                                | Panama                                                                | 0 – 0                                                                 | Guatemala                                                             | Amichevole                                                            | -                                                                     | 46’                                                                   |
| 9-11-2017                                                             | Graz                                                                  | Iran                                                                  | 2 – 1                                                                 | Panama                                                                | Amichevole                                                            | -                                                                     | 80’                                                                   |
| 14-11-2017                                                            | Cardiff                                                               | Galles                                                                | 1 – 1                                                                 | Panama                                                                | Amichevole                                                            | -                                                                     | 67’                                                                   |
| 27-3-2018                                                             | Lucerna                                                               | Svizzera                                                              | 6 – 0                                                                 | Panama                                                                | Amichevole                                                            | -                                                                     | 46’                                                                   |
| 29-5-2018                                                             | Panama                                                                | Panama                                                                | 0 – 0                                                                 | Irlanda del Nord                                                      | Amichevole                                                            | -                                                                     | 46’                                                                   |
| 24-6-2018                                                             | Nižnij Novgorod                                                       | Inghilterra                                                           | 6 – 1                                                                 | Panama                                                                | Mondiali 2018 - 1º turno                                              | -                                                                     | 64’                                                                   |
| 28-6-2018                                                             | Saransk                                                               | Panama                                                                | 1 – 2                                                                 | Tunisia                                                               | Mondiali 2018 - 1º turno                                              | -                                                                     | 78’ 81’                                                               |
| Totale                                                                |                                                                       | Presenze                                                              | 7                                                                     |                                                                       | Reti                                                                  | 0                                                                     |                                                                       |

## Palmarès

### Club

#### Competizioni nazionali
- USL Championship: 1

Real Monarchs: 2019